# Androfágové

Mapa Hérodotova světa se jménem Androfágů

Androfágové „lidojedi“, starořecky Ανδροφαγοι Androfágoi, jsou v starořecké učené tradici kmen kanibalů sídlící buď ve Skytii nebo v Africe.
Podle historika Hérodota působícího v 5. století př. n. l. sídlili Androfágové severně od sídel Skytů oráčů, kteří sídlili za Borysthenem, tedy nejspíše Dněprem. Území severně od nich mělo být už zcela pusté a nikým neobývané. Podle Hérodota se vyznačovali nejdivočejšími mravy ze všech lidí, neznali žádné zákony a žily kočovným způsobem života. Měli nosit oděv podobný skytskému, ale mluvit vlastním jazykem. Navíc byli lidožrouty. Byli také jedním z kmenů které se postavily Dareiovy I. když táhl do Skytie.
Přírodovědec Plinius starší v 1. století zase mluví s pochybnostmi o Androfázích, kteří se živí lidským masem, v Africe, sídlících západně od Meroe, společně s Agriofágy „divokojedy“ a Pamfágy „všejedy“. Filosof Flavius Filostratos ve svém díle Život Apollónia z Tyany z 3. století uvádí, že žijí v Aithiopii u oceánu společně s Nasamony, Pygmeji a Skiapody „stínonožci“.